# Auletomacer disruptus
Auletomacer disruptus is een keversoort uit de familie bastaardsnuitkevers (Nemonychidae). De wetenschappelijke naam van de soort werd in 1993 gepubliceerd door Zherichin.